# Nick Foligno
Nicholas "Nick" Foligno, född 31 oktober 1987 i Buffalo, New York i USA, är en amerikansk-kanadensisk professionell ishockeyforward som spelar för Chicago Blackhawks i National Hockey League (NHL).
Han har tidigare spelat på Ottawa Senators, Columbus Blue Jackets (där han även var lagkapten i sex säsonger); Toronto Maple Leafs och Boston Bruins i NHL; Binghamton Senators i American Hockey League (AHL); Sudbury Wolves i Ontario Hockey League (OHL) samt Team USA i North American Hockey League (NAHL).

## Spelarkarriär

### NHL

#### Ottawa Senators
Foligno valdes av Ottawa Senators med det 28:e valet totalt i NHL-draften 2006. I mars 2007 skrev klubben kontrakt med honom, och i oktober samma år fick Foligno, då 19 år gammal, debutera i NHL. Under säsongen 2007-08 spelade han 45 matcher för Senators, under vilka han gjorde sex mål och tre assist.

#### Columbus Blue Jackets
1 juli 2012 skrev Foligno på för Columbus Blue Jackets. Säsongen 2015-16 blev han lagkapten, en titel han behöll fram till 2021 då han tradades.

#### Toronto Maple Leafs
Den 11 april 2021 tradades han till Toronto Maple Leafs i utbyte mot ett draftval i första rundan 2021 och ett val i fjärde rundan 2022.

## Statistik
| 2001–2002  | Hershey Trojans        |            | 18   | 16  | 21  | 37  | —   | —  | —  | —  | —  | —  |
| 2002–2003  | Hershey Trojans        |            | 13   | 18  | 23  | 41  | —   | —  | —  | —  | —  | —  |
|            | Central Penn Panthers  | Met JHL    | 31   | 11  | 17  | 28  | 119 | —  | —  | —  | —  | —  |
| 2003–2004  | Team USA               | NAHL       | 43   | 8   | 12  | 20  | 44  | 7  | 2  | 1  | 3  | 8  |
|            | U.S. National U17 Team |            | 18   | 7   | 9   | 16  | 28  | —  | —  | —  | —  | —  |
| 2004–2005  | U.S. National U18 Team |            | 4    | 2   | 1   | 3   | 0   | —  | —  | —  | —  | —  |
|            | Sudbury Wolves         | OHL        | 65   | 10  | 28  | 38  | 111 | 12 | 5  | 5  | 10 | 16 |
| 2005–2006  | Sudbury Wolves         | OHL        | 65   | 24  | 46  | 70  | 146 | 10 | 1  | 3  | 4  | 28 |
| 2006–2007  | Sudbury Wolves         | OHL        | 66   | 31  | 57  | 88  | 135 | 21 | 12 | 17 | 29 | 36 |
| 2007–2008  | Ottawa Senators        | NHL        | 45   | 6   | 3   | 9   | 20  | 4  | 1  | 0  | 1  | 2  |
|            | Binghamton Senators    | AHL        | 28   | 6   | 13  | 19  | 16  | —  | —  | —  | —  | —  |
| 2008–2009  | Ottawa Senators        | NHL        | 81   | 17  | 15  | 32  | 59  | —  | —  | —  | —  | —  |
| 2009–2010  | Ottawa Senators        | NHL        | 61   | 9   | 17  | 26  | 53  | 6  | 0  | 1  | 1  | 2  |
| 2010–2011  | Ottawa Senators        | NHL        | 82   | 14  | 20  | 34  | 43  | —  | —  | —  | —  | —  |
| 2011–2012  | Ottawa Senators        | NHL        | 82   | 15  | 32  | 47  | 124 | 7  | 1  | 3  | 4  | 8  |
| 2012–2013  | Columbus Blue Jackets  | NHL        | 45   | 6   | 13  | 19  | 28  | —  | —  | —  | —  | —  |
| 2013–2014  | Columbus Blue Jackets  | NHL        | 70   | 18  | 21  | 39  | 96  | 4  | 2  | 0  | 2  | 4  |
| 2014–2015  | Columbus Blue Jackets  | NHL        | 79   | 31  | 42  | 73  | 50  | —  | —  | —  | —  | —  |
| 2015–2016  | Columbus Blue Jackets  | NHL        | 72   | 12  | 25  | 73  | 53  | —  | —  | —  | —  | —  |
| 2016–2017  | Columbus Blue Jackets  | NHL        | 79   | 26  | 25  | 51  | 55  | 4  | 0  | 2  | 2  | 6  |
| 2017–2018  | Columbus Blue Jackets  | NHL        | 72   | 15  | 18  | 33  | 50  | 6  | 2  | 1  | 3  | 4  |
| 2018–2019  | Columbus Blue Jackets  | NHL        | 73   | 17  | 18  | 35  | 44  | 10 | 1  | 2  | 3  | 4  |
| 2019–2020  | Columbus Blue Jackets  | NHL        | 67   | 10  | 21  | 31  | 62  | 10 | 2  | 4  | 6  | 10 |
| 2020–2021  | Columbus Blue Jackets  | NHL        | 42   | 7   | 9   | 16  | 28  | —  | —  | —  | —  | —  |
|            | Toronto Maple Leafs    | NHL        | 7    | 0   | 4   | 4   | 4   | 4  | 0  | 1  | 1  | 5  |
| 2021–2022  | Boston Bruins          | NHL        | 64   | 2   | 11  | 13  | 61  | 7  | 0  | 1  | 1  | 4  |
| 2022–2023  | Boston Bruins          | NHL        | 60   | 10  | 16  | 26  | 45  | 6  | 1  | 2  | 3  | 18 |
| 2023–2024  | Chicago Blackhawks     | NHL        | 74   | 17  | 20  | 37  | 57  | —  | —  | —  | —  | —  |
| 2024–2025  | Chicago Blackhawks     | NHL        | 46   | 11  | 9   | 20  | 24  | —  | —  | —  | —  | —  |
| NHL totalt | NHL totalt             | NHL totalt | 1201 | 243 | 339 | 582 | 956 | 68 | 10 | 17 | 27 | 67 |
| OHL totalt | OHL totalt             | OHL totalt | 196  | 65  | 131 | 196 | 392 | 43 | 18 | 25 | 43 | 80 |

### Internationellt
| Källa: Uppdaterad: 2023-01-08 | Källa: Uppdaterad: 2023-01-08 | Källa: Uppdaterad: 2023-01-08 |         | Utv = Utvisningsminuter | Utv = Utvisningsminuter | Utv = Utvisningsminuter | Utv = Utvisningsminuter | Utv = Utvisningsminuter |
| År                            | Lag                           | Mästerskap                    | Matcher | Mål                     | Assists                 | Poäng                   | Utv                     |                         |
| ----------------------------- | ----------------------------- | ----------------------------- | ------- | ----------------------- | ----------------------- | ----------------------- | ----------------------- | ----------------------- |
| 2009                          | USA                           | VM                            | 9       | 0                       | 2                       | 2                       | 4                       |                         |
| 2010                          | USA                           | VM                            | 6       | 3                       | 0                       | 3                       | 0                       |                         |
| 2016                          | USA                           | VM                            | 10      | 3                       | 2                       | 5                       | 10                      |                         |
| Senior totalt                 | Senior totalt                 | Senior totalt                 | 25      | 6                       | 4                       | 10                      | 14                      |                         |

## Privatliv
Nick Foligno kommer från en hockeyfamilj. Han är son till Mike Foligno och bror till Marcus Foligno.